# Zadni Zabrat
Zadni Zabrat (słow. Zadná Zábrať, 1693 m) – niewybitny, słabo wyróżniający się wierzchołek w słowackich Tatrach Zachodnich. Znajduje się w północno-zachodniej grani Rakonia oddzielającej Dolinę Rohacką od Doliny Łatanej. Od Rakonia oddzielony jest płytką Zabratową Przełęczą, w przeciwną stronę do sąsiedniego, znacznie mniej wybitnego wierzchołka Przedniego Zabratu biegnie prawie równa mu wysokością grań. W północnym mniej więcej kierunku do Doliny Łatanej odbiega od Zadniego Zabratu krótki grzbiet Ostrewka, oddzielający ją od Doliny Zadniej Łatanej. Z drugiej strony tego grzbietu znajduje się kotlinka Szyndlowy Żleb.
Dawniej był wypasany, po włączeniu tego rejonu do TANAP-u i zaprzestaniu wypasu porasta kosodrzewiną. Nie prowadzi na niego żaden szlak turystyczny, można jednak podejść na niego od rozdroża szlaków na Zabratowej Przełęczy (5 min).